# Per Ditlev-Simonsen

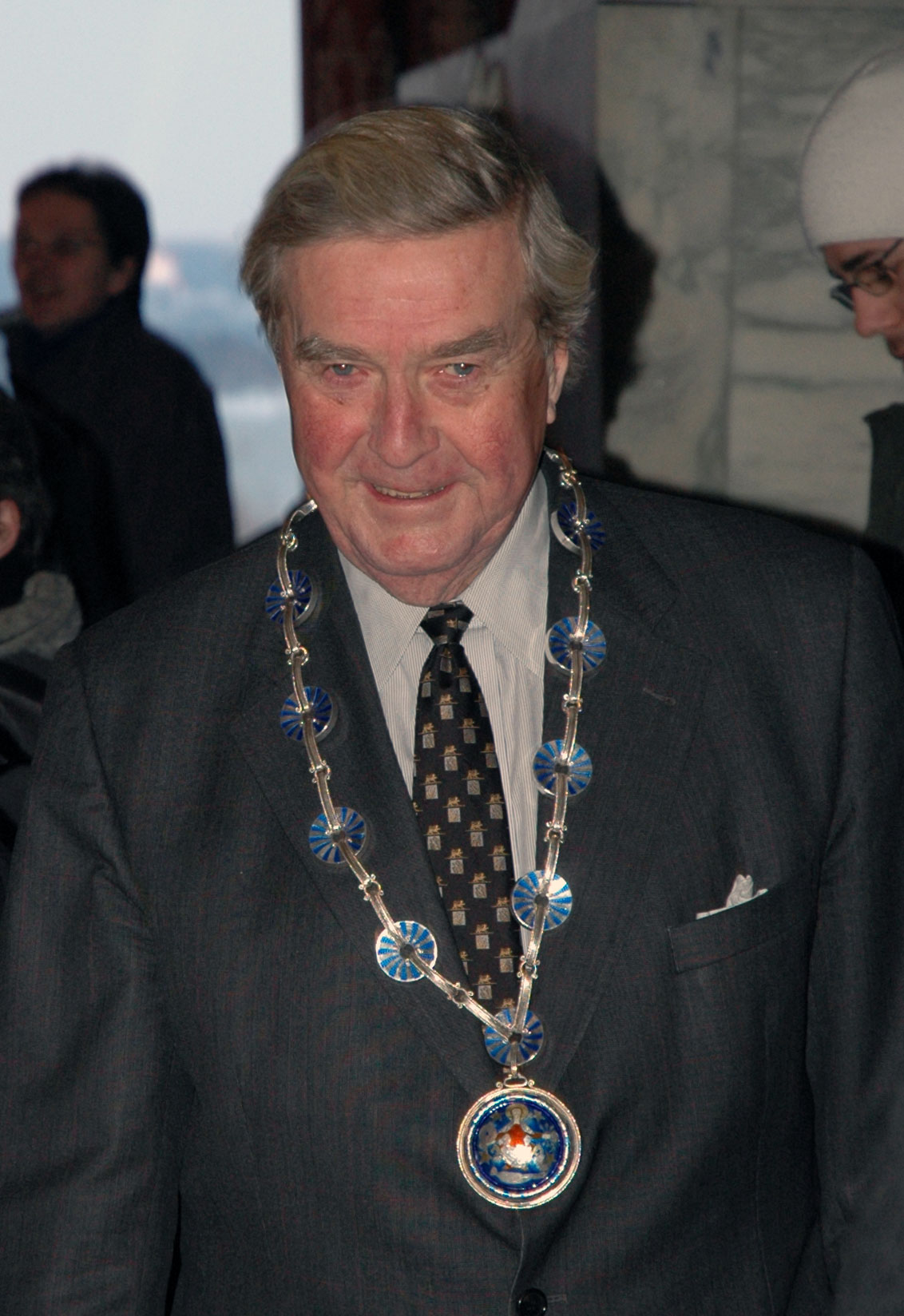
Per Ditlev-Simonsen, 2007

Per Ditlev-Simonsen (* 12. Juni 1932 in Oslo) ist ein norwegischer Reeder und Politiker der konservativen Partei Høyre. Zwischen 1995 und 2007 war er der Bürgermeister von Oslo, davor war er von Oktober 1989 bis November 1990 der Verteidigungsminister seines Landes und von 1981 bis 1985 Abgeordneter im Storting.

## Leben
Per ist der Sohn des norwegischen Reeders Sverre Ditlev-Simonsen (1906–2004) und von Lily Kaurin (1907–1978). Zwischen 1950 und 1951 besuchte Per Ditlev-Simonsen ein Handelsgymnasium und anschließend war er bis 1952 bei der Hans Majestet Kongens Garde, der Leibgarde des norwegischen Königshauses. Von 1953 bis 1955 besuchte er die Stanford University in Kalifornien, wo er einen Bachelor-Abschluss in Wirtschaft und Geschichte erlangte. Nach dem Studium stieg er in die Reederei seines Vaters ein, wo er mit Unterbrechung von 1955 bis 1993 arbeitete.

### Abgeordneter und Verteidigungsminister
Ditlev-Simonsen saß in den Jahren 1975 bis 1983 im Osloer Stadtrat. In der Zeit von 1973 bis 1981 war Ditlev-Simonsen sogenannter Vararepresentant, also Ersatzabgeordneter, im norwegischen Nationalparlament Storting. Bei der Parlamentswahl 1981 gelang ihm für den Wahlkreis Oslo der direkte Einzug ins Storting und er wurde Mitglied im Finanzausschuss. 1982 wurde er zum Høyre-Vorsitzenden in Oslo gewählt, er blieb bis 1988 im Amt. Bei der Parlamentswahl im Jahr 1985 trat er nicht erneut an.
Am 16. Oktober 1989 wurde Ditlev-Simonsen zum Verteidigungsminister in der neu gebildeten Regierung Syse ernannt. Dieses Amt übte er bis zum 3. November 1990 aus, wodurch in seine Amtszeit der Mauerfall in Deutschland fiel. Als Reaktion auf diese neuen Entwicklungen ließ er eine Verteidigungskommission einrichten, die die Neuausrichtung der norwegischen Verteidigungspolitik nach der Annäherung der Konfliktpartner im Kalten Krieg ausarbeiten sollte.

### Osloer Bürgermeister
Im Jahr 1995 wurde er zum Bürgermeister der Stadt Oslo gewählt. Dieses Amt hatte er bis 2007 inne. Kurz vor der Kommunalwahl 2007 kam ein Steuerskandal ans Licht, in dessen Folge er am 23. August von seinem Amt als Bürgermeister zurücktrat. Er hatte ein Konto in der Schweiz vor den Steuerbehörden versteckt gehalten. Er musste die Steuerschulden von drei Millionen Kronen nicht nachbezahlen, da die Straftat nach zehn Jahren bereits verjährt war.
In der Zeit zwischen 1991 und 1996 war er Vorstandsvorsitzender der Christiania Bank.